# زندگی و سرنوشت
زندگی و سرنوشت (به روسی: Жизнь и судьба) یا پیکار با سرنوشت رمانی از واسیلی گروسمان نویسنده روس است. این اثر بزرگترین کتاب گروسمان و یکی از شاهکارهای ادبیات روس است. روزنامه لوموند زندگی و سرنوشت را به عنوان "بزرگترین رمان قرن ۲۰" روسیه توصیف کرده‌است.
زندگی و سرنوشت شاهکار گروسمان است که منتقدین به آن لقب جنگ و صلح قرن بیستم داده‌اند. این کتاب سترگ در سال ۱۹۵۹ نوشته شد ولی در روسیه اجازه نشر نداشت. زندگی و سرنوشت زمینه‌ای ضد استالینی دارد. این کتاب در سال ۱۹۸۰ به انگلیسی ترجمه شد و مورد توجه منتقدین قرار گرفت.
گروسمان در تمام مدت جنگ در جبهه به سر می‌برد و شهرت و محبوبیت او به عنوان گزارشگر جنگی کم‌نظیر بود. ولی جنگ، زندگی او را متحول کرد و به قول همکاران ادبی‌اش، فجایع آلمانی‌ها چنان تأثیر عمیقی بر او گذاشت که مشاعرش را مختل کرد. پس از آن کمونیستها دست از سرش برنداشتند و به نوشته‌هایش تاختند و او را خائن خواندند و مدتی بعد پا را فراتر گذاشته و رمان او را «لجن‌مال‌کننده تصویر تابناک مردم نجیب شوری» خواندند. اما گروسمان دست از نوشتن برنداشت و زندگی و سرنوشت را برای مجله زنامیا فرستاد.
پس از آن مأموران کا.گ.ب به خانه گروسمان آمده و کلیه نسخه‌های دست‌نویس یا ماشین‌شده و حتی کاغذهای کپی و نوار ماشین تحریر او را توقیف و نابود کردند. خود گروسمان بازداشت نشد اما بعد از این واقعه مدت زیادی زنده نماند و یک سال و نیم بعد، در سن ۵۹ سالگی جهان را بدرود گفت.

## به فارسی
سروش حبیبی کتاب زندگی و سرنوشت را ترجمه کرده‌است. این کتاب در سال ۷۷ به وسیله نشر سروش منتشر شد. حبیبی این کتاب را پس از ویرایش مجدد برای چاپ به نشر نیلوفر سپرده‌است.